# Hofeck
Hofeck ist ein Stadtteil der kreisfreien Stadt Hof in Bayern. Der Stadtteil besteht aus Hofeck und der Wohnlage Ziegelacker.

## Lage und Geschichte
Hofeck liegt im Nordwesten der Stadt Hof auf der linken Saaleseite. Die Gemeindeteile Unterkotzau, Neuhof, Hohensaas und Vogelheerd grenzen an. Hofeck ist eine Gemarkung in der kreisfreien Stadt Hof. Sie hat eine Fläche von 140,89 Hektar.

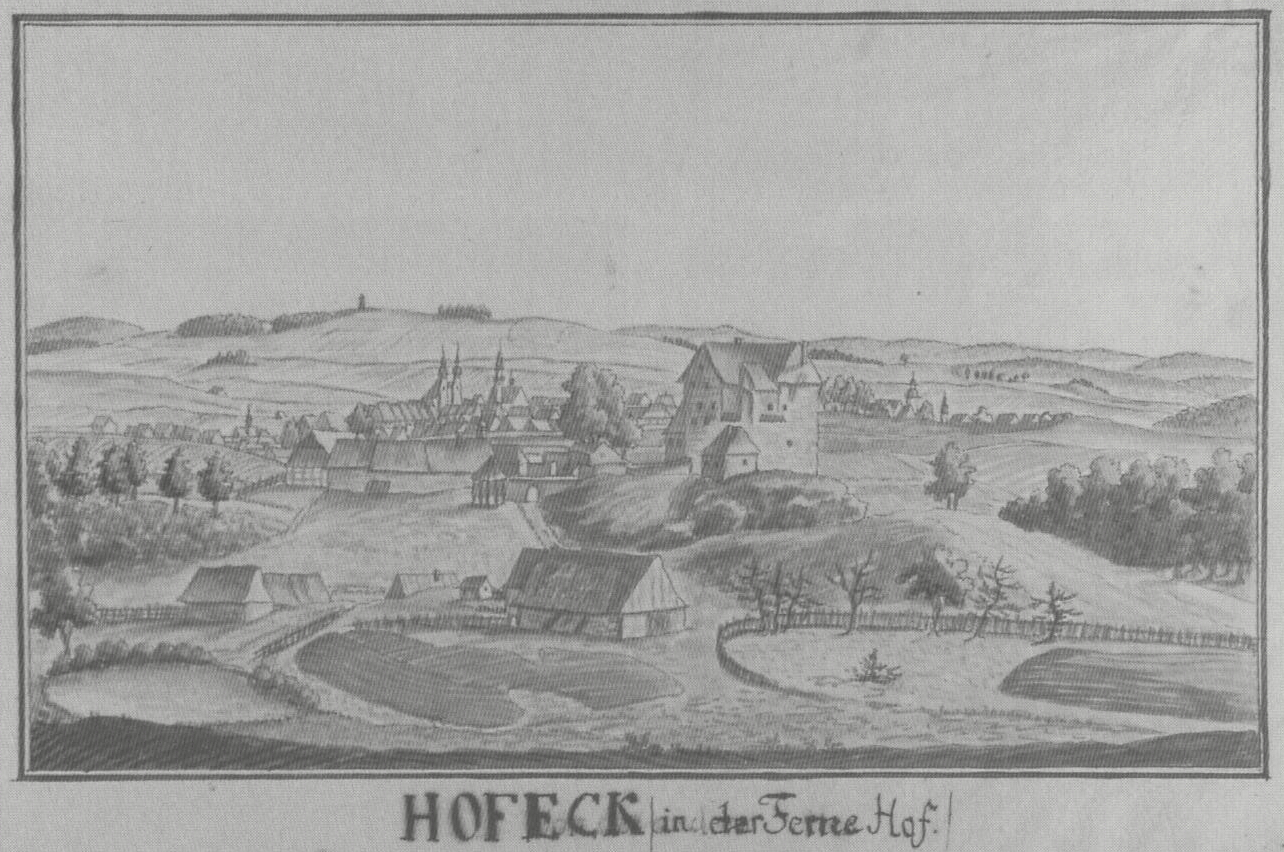
Ursprünge des Dorfes Hofeck mit Burg

Die Gemeinde Hofeck wurde am 1. April 1906 in die Stadt Hof eingegliedert. Die Landgemeinde hatte im Jahr 1900 eine Fläche von 132,51 Hektar und bestand nur aus dem Dorf Hofeck. 1905 lebten dort 794 Einwohner.

## Kultur und Sehenswürdigkeiten

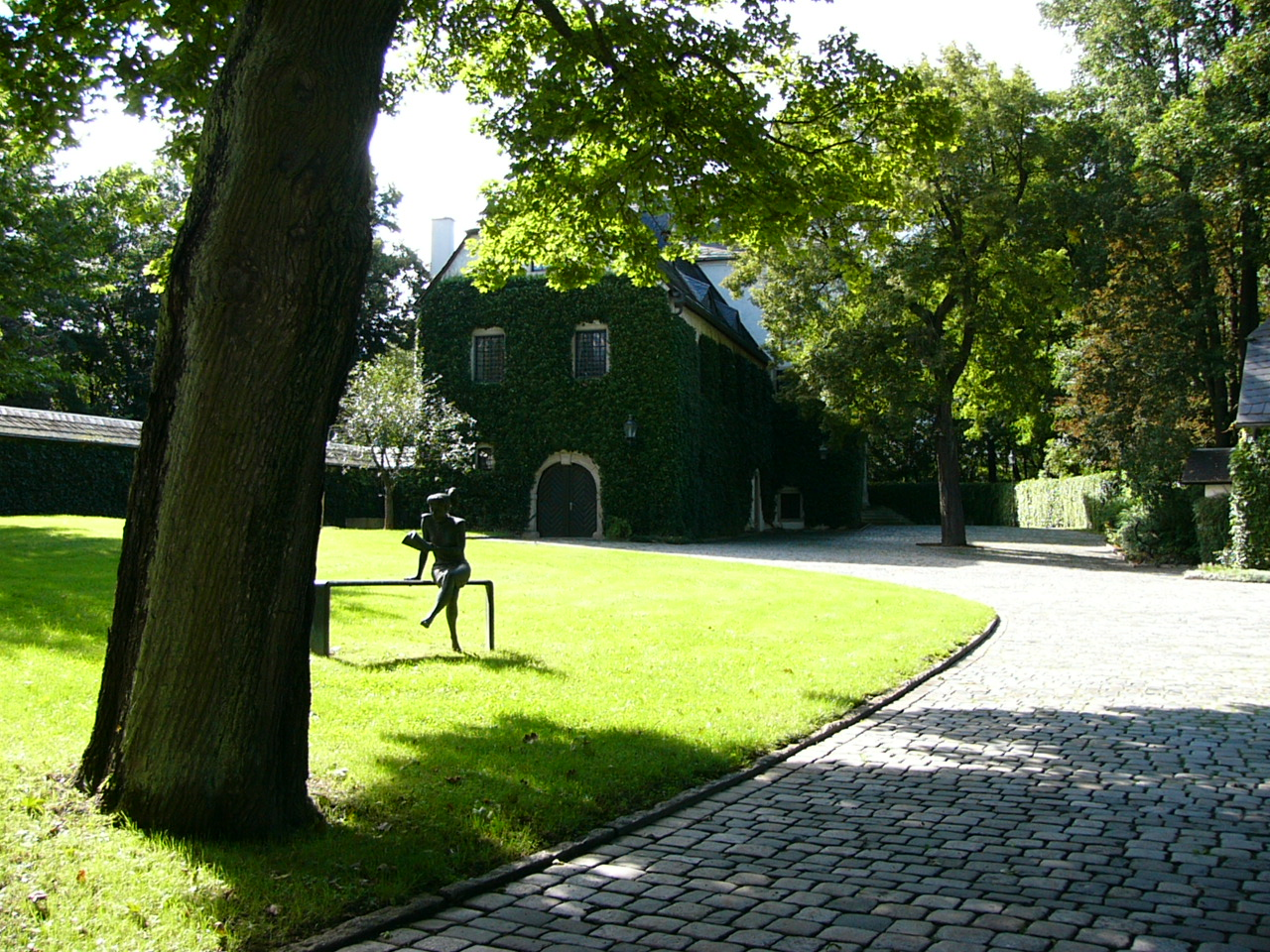
Schloss Hofeck

Das Schloss Hofeck wurde 1238 durch den Vogt von Weida errichtet. 1972 wurde es von Hans Vießmann saniert. Heute kann man das Schloss für Tagungen mieten.

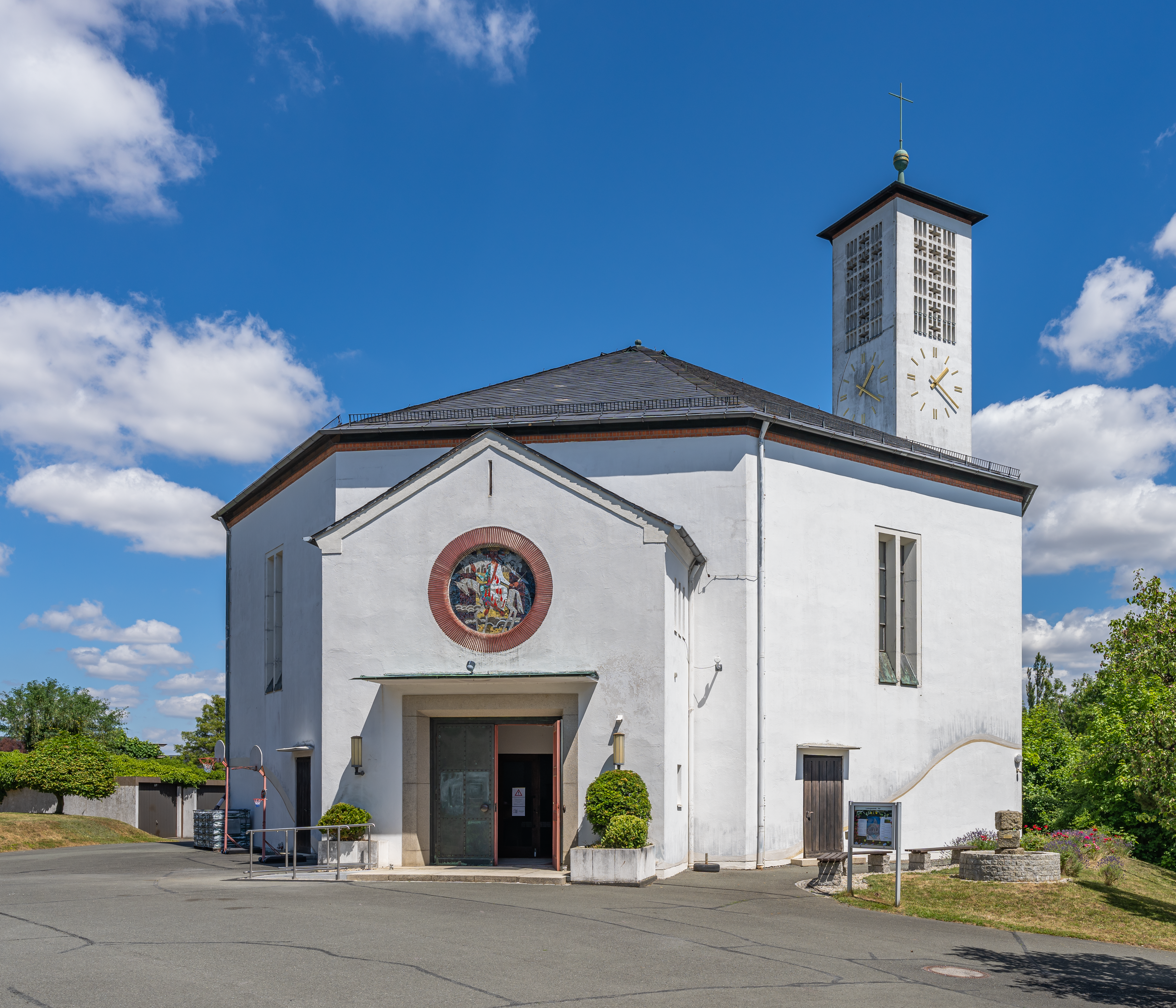
Lutherkirche

Die Lutherkirche ist die evangelische Kirche im Gemeindeteil, sie liegt an der Bundesstraße 173 fast an der Bebauungsgrenze der Stadt und wurde 1956 eingeweiht. Sie hat einen freistehenden Turm (Campanile) mit quadratischem Grundriss und ein oktogonales Kirchenschiff mit achtseitigem Pyramidendach. Beide Gebäudeteile sind verputzt und weiß gestrichen. Sie werden ergänzt durch das ältere Lutherhaus (eingeweiht 1929), das Gemeindehaus der Kirchengemeinde.

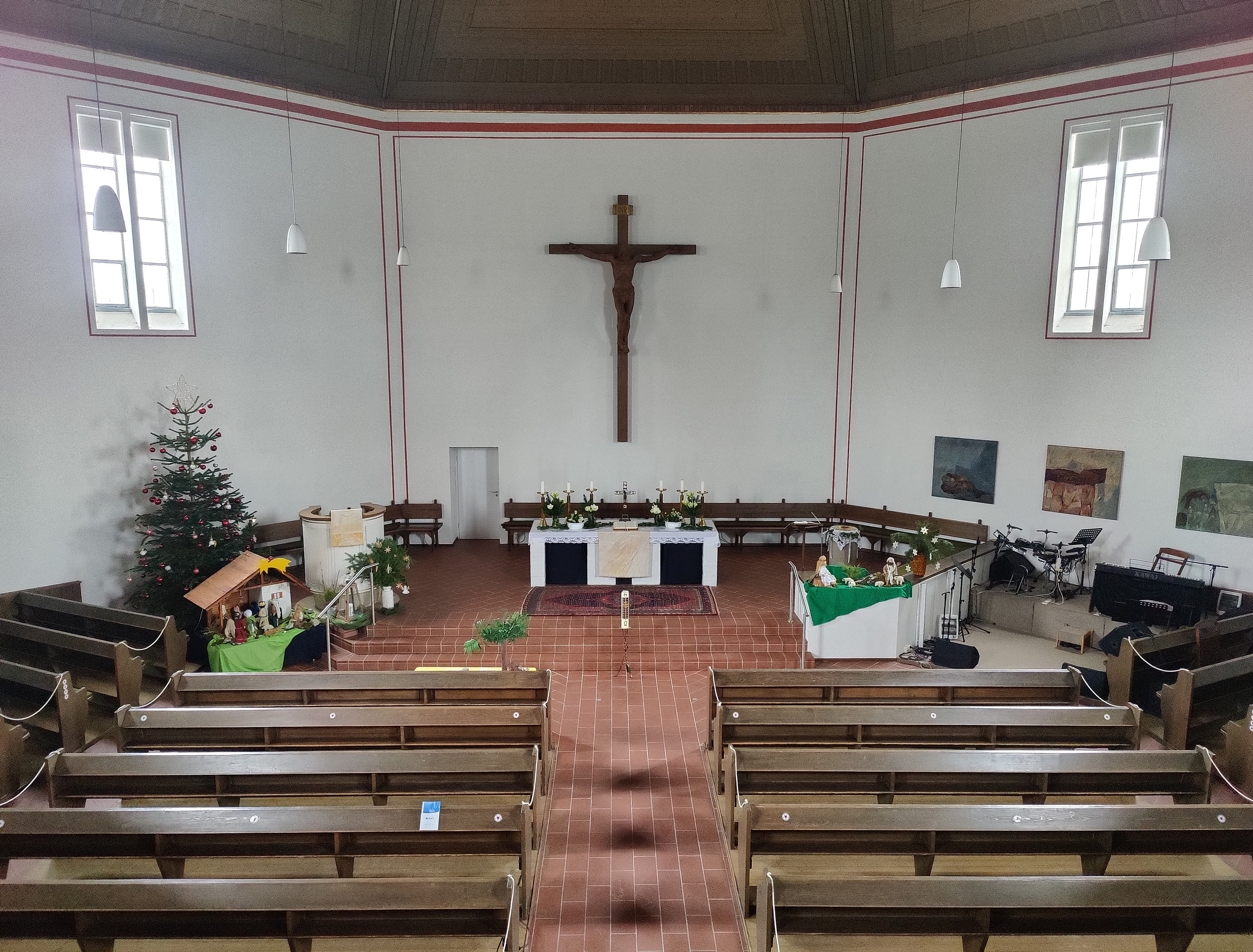
Innenraum der Lutherkirche

## Öffentliche Einrichtungen und Verkehr

Ansicht des Gebäudes der Löschgruppe Hofeck

Die Freiwillige Feuerwehr Hof hat in Hofeck eine Löschgruppe in der Wache 4 stationiert.
Die Hofecker Grund- und Mittelschule gehört heute aber zum angrenzenden Stadtteil Vogelherd.
Der Stadtteil wird von den Linien 1 und 10 der HofBus GmbH bedient. Durch den Stadtteil verläuft die Ernst-Reuter-Straße (B173).